# پلازا لو یات
پلازا لو یات (انگلیسی: Plaza Low Yat) یک مرکز خرید، مختص محصولات الکترونیکی و آی تی در کوالا لامپور، مالزی است. در سال ۲۰۰۹، این مرکز خرید با عنوان «بزرگ‌ترین مرکز فعالیت روزمرهٔ آی تی مالزی» در کتاب رکوردهای مالزی به ثبت رسید. پلازا لو یات همراه با املاک دیگری در مرکز شهر همچون هتل فدرال، هتل کپیتال، فدرال آرکید و بی بی پارک تحت مایملک گروه لو یات قرار دارد.